# Седергамн
Седергамн (швед. Söderhamn) — містечко (tätort, міське поселення) у центральній Швеції в лені Євлеборг. Адміністративний центр комуни Седергамн.

## Географія
Містечко знаходиться у східній частині лена Євлеборг за 253 км на північ від Стокгольма.

## Історія
Седергамн став містом, коли отримав королівський привілей і тут було засновано в 1620 році підприємства з виготовлення рушниць. До того поселення було портом, у якому рибальство і торгівля становили основне заняття місцевих мешканців. У середині століття тут був побудований замок Факсегус.

## Герб міста
Пінас і два мушкети мали фігурувати на міській печатці відповідно до королівського привілею 1620 року.
Герб міста Седергамн отримав королівське затвердження 1927 року.
Сюжет герба: у срібному полі червоний пінас без снастей і вітрил, на якому стоять навхрест скошені такі ж два мушкети, прикладами додолу.
Пінас символізує суднобудування та рибальство, що сприяли розвитку міста. Мушкети підкреслюють мілітарне й обронне значення поселення.
Після адміністративно-територіальної реформи, проведеної в Швеції на початку 1970-х років, муніципальні герби стали використовуватися лишень комунами. Цей герб був 1971 року перебраний для нової комуни Седергамн.

## Населення
Населення становить 12 285 мешканців (2018).

## Спорт
У поселенні базується клуб хокею з м’ячем (бенді) «Бруберг» ІФ Седергамн, футбольний клуб Седергамнс ФФ, гокейний Седергамн ІК та інші спортивні організації.

## Галерея

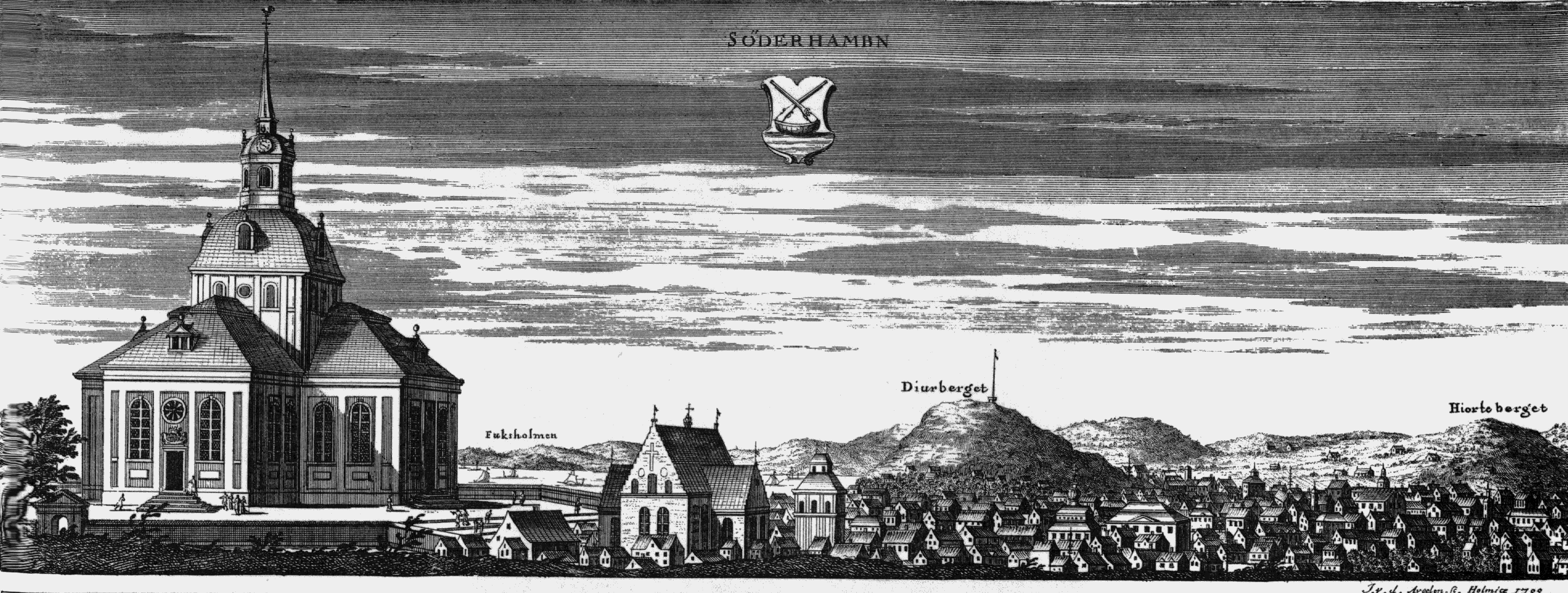
Гравюра з панорамою міста Седергамн (біля 1700 р.)

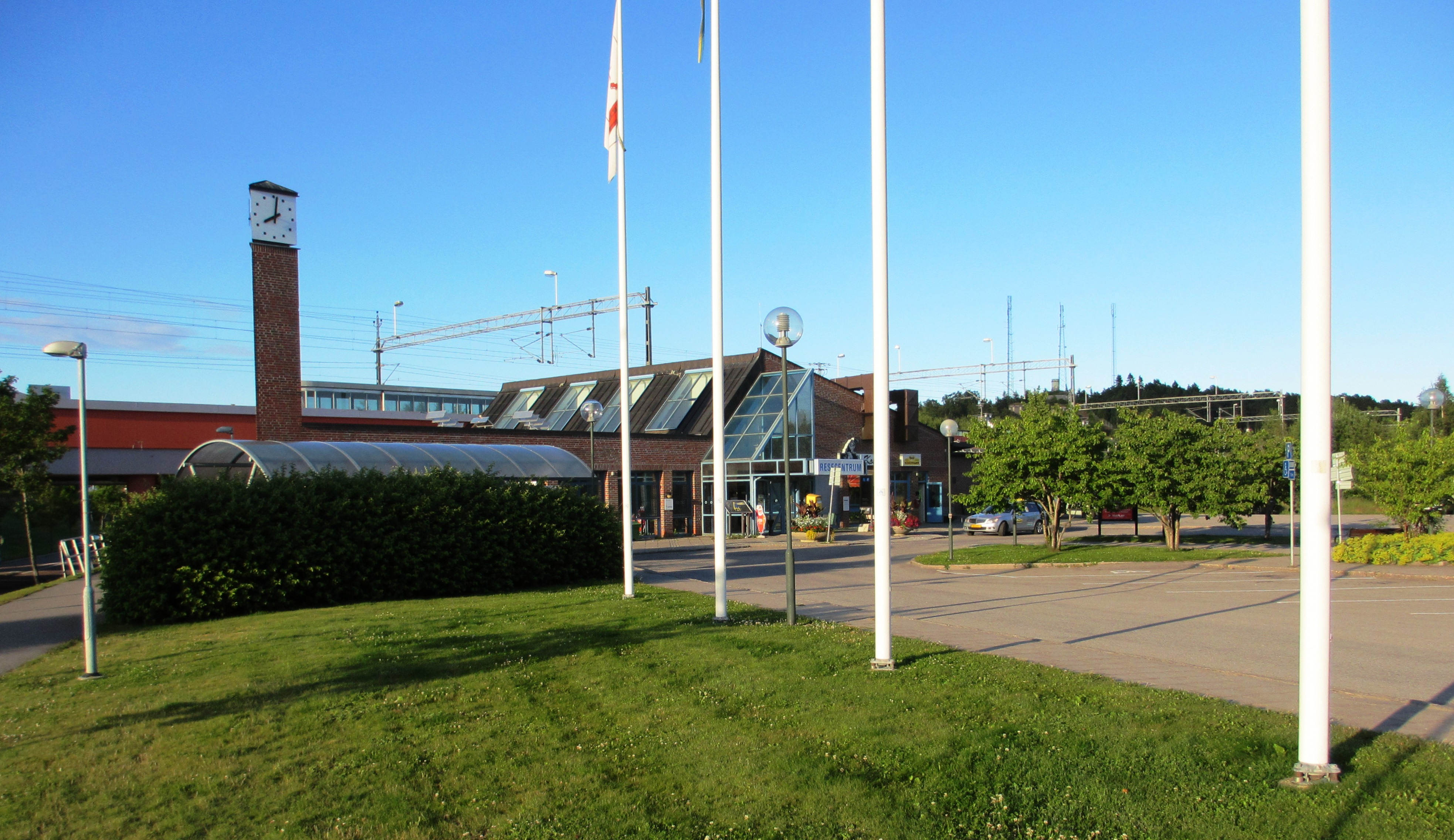
Залізнична станція
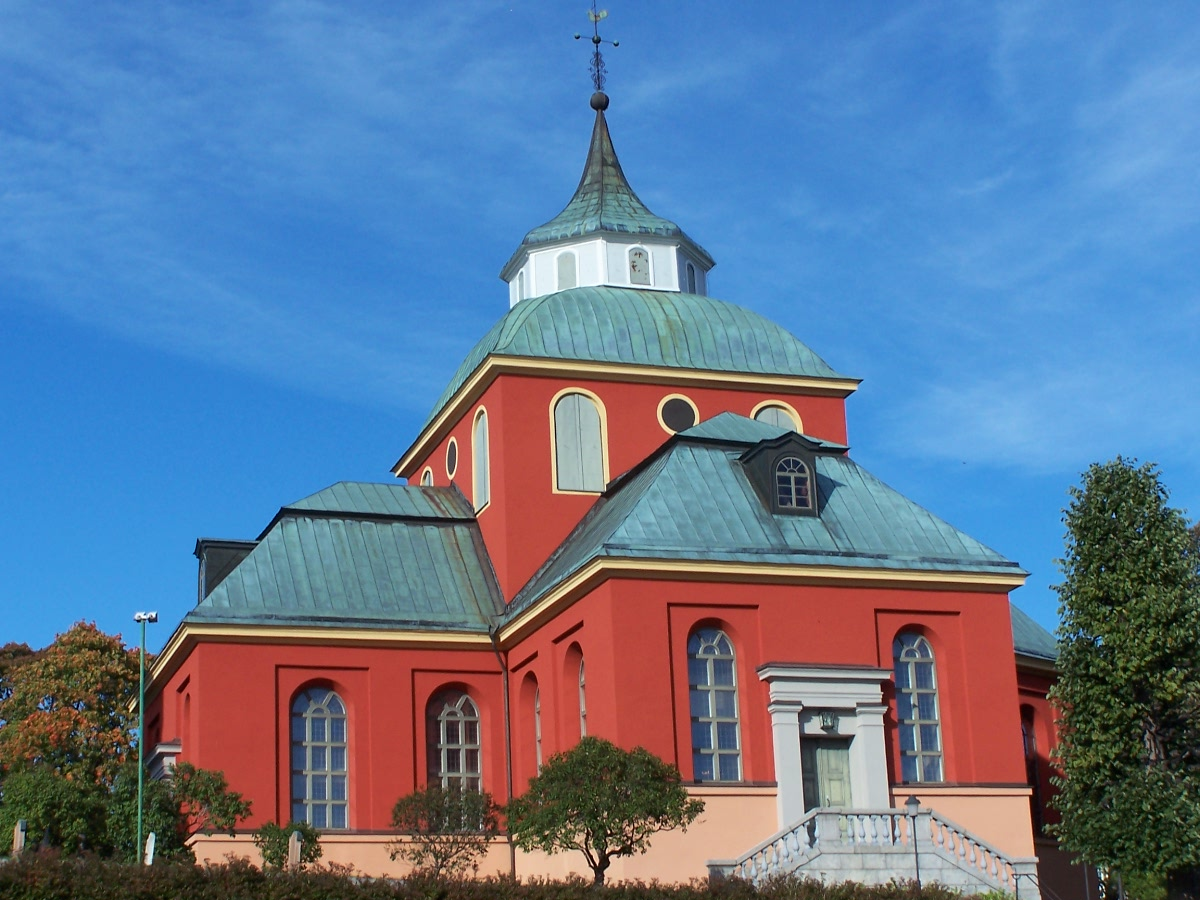
Церква
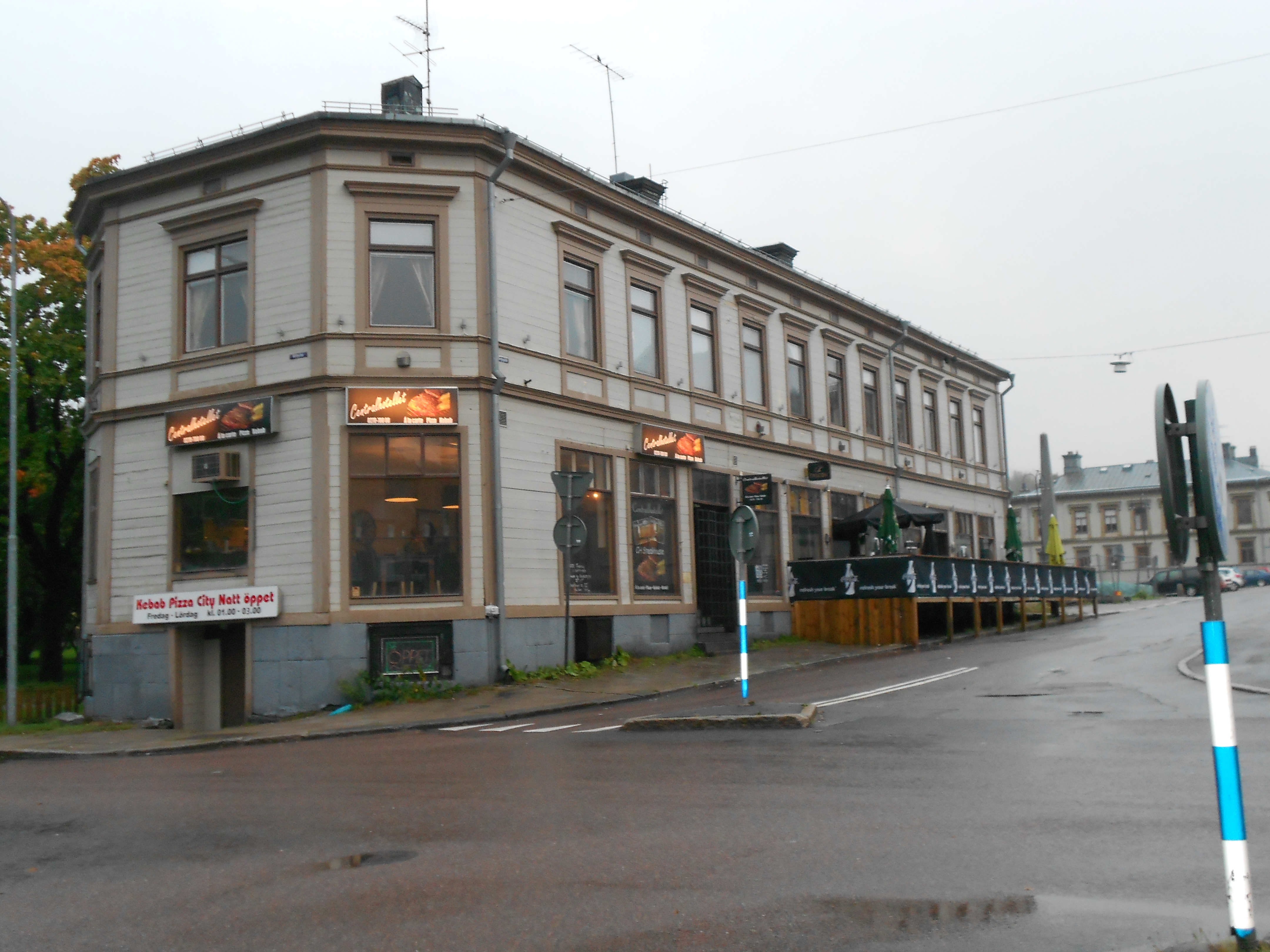
У центрі містечка
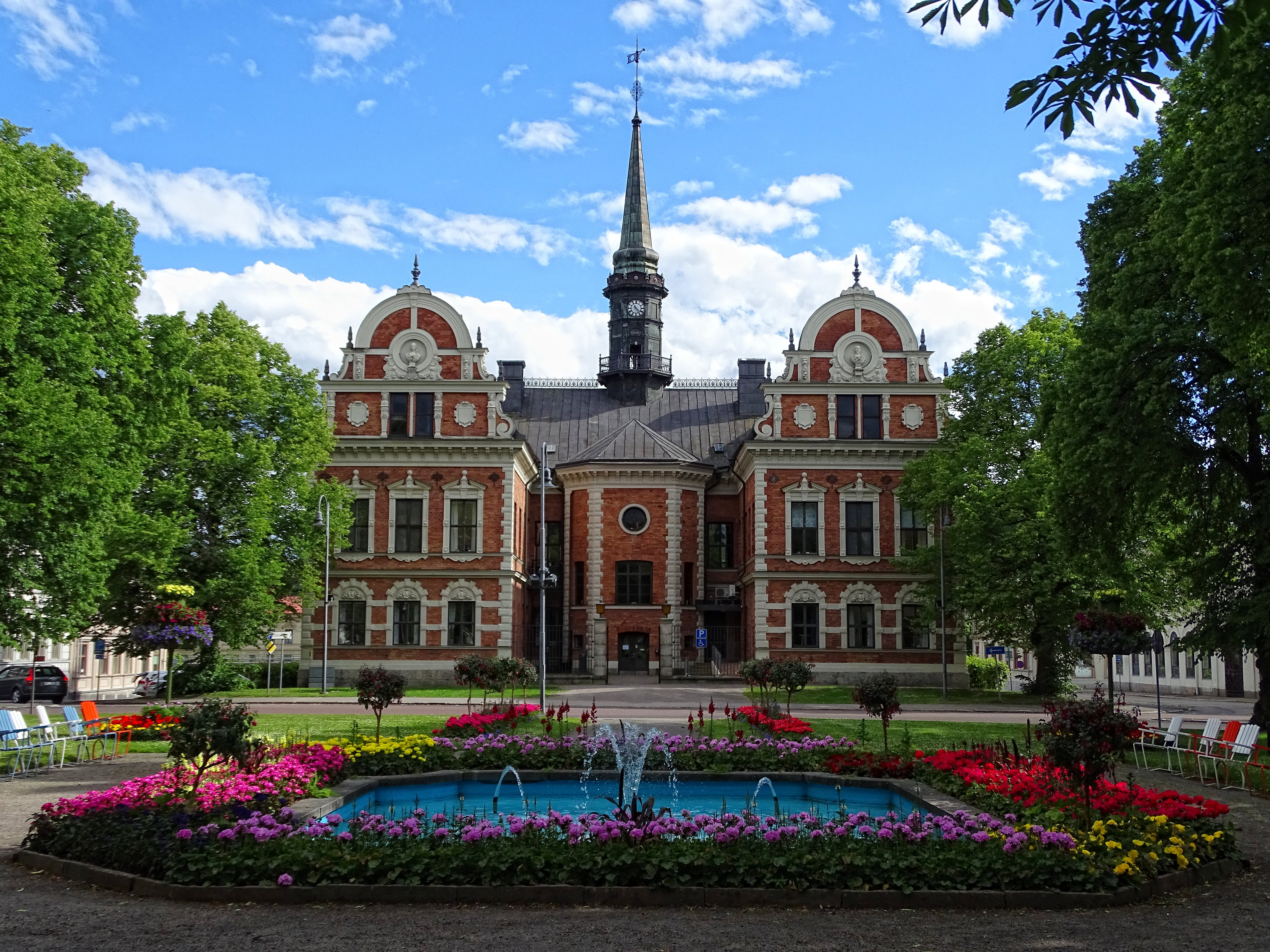
Ратуша

## Покликання
- Сайт комуни Седергамн